# Georgios Zoitakis
Georgios Zoitakis (griechisch Γεώργιος Ζωιτάκης; * 3. März 1910 in Nafpaktos; † 21. Oktober 1996 in Athen) war ein griechischer General, der vom 13. Dezember 1967 bis zum 21. März 1972 Regent (Vizekönig) von Griechenland war.
Zoitakis absolvierte im Rahmen seiner Militärkarriere die Scholi Evelpidon, die griechische Offiziersakademie in Athen. Im Rahmen seiner Offizierslaufbahn befehligte er das erste und dritte Armeekorps der griechischen Armee. Am 21. April 1967 erfolgte durch die „Obristen“ unter Georgios Papadopoulos, Stylianos Pattakos und Nikolaos Makarezos ein Militärputsch. Zoitakis wurde einen Tag nach dem Putsch in der diktatorischen Regierung von Konstantinos Kollias zum stellvertretenden Verteidigungsminister ernannt; Verteidigungsminister war Grigorios Spandidakis. In dieser Funktion blieb Zoitakis bis zum 13. Dezember 1967, als der Gegenputsch durch König Konstantin II. scheiterte und der König ins italienische Exil ging. Zoitakis amtierte vom 13. Dezember 1967 bis zum 21. März 1972 als Regent für den König im Exil. Ihm folgte dann Georgios Papadopoulos als Regent. Am 1. Juni 1973 rief Papadopoulos die Republik aus. Nach dem Scheitern der von der Junta angestrebten Vereinigung mit der Republik Zypern und dem dortigen Einmarsch türkischer Truppen 1974 kam es zum Zusammenbruch der Militärdiktatur und zur Rückkehr zur Demokratie.
Zoitakis wurde 1974 wegen Hochverrats zu lebenslanger Haft verurteilt. Seine lebenslange Freiheitsstrafe wurde 1988 in lebenslangen Hausarrest umgewandelt. 1991 stellte er einen Gnadenantrag, der jedoch abgelehnt wurde. Fünf Jahre später verstarb er am 21. Oktober 1996 unter Hausarrest stehend im Alter von 86 Jahren.